# ДВРЗ
ДВРЗ — жилой массив в восточной части города Киев, который граничит с массивом Старая Дарница. Название получил от Дарницкого вагоноремонтного завода (аббревиатура ДВРЗ). Расположен по соседству с вагоноремонтным заводом вдоль улиц Алма-Атинской, Марганецкой, Опрышковской. Население — ок. 15 тыс. человек. Микрорайон построен в начале 1930-х годов первоначально как посёлок Дарницкого депо, затем стал рабочим посёлком ДВРЗ. Современная застройка — 1940-х — 1950-х годов. В 2004—2010 гг. пересечение Алма-Атинской улицы и Сеноманского переулка было застроено жилыми зданиями по современным проектам. Неофициальное название новостроек — микрорайон «Лиски».

## Промышленность, социальная сфера
Крупное предприятие — Дарницкий вагоноремонтный завод. Находится в государственной собственности, число сотрудников — около 1200 (в 2016 году).
Микрорайон обслуживают ряд продуктовых и хозяйственных магазинов, кафе, предприятий бытового обслуживания, работает почтовое отделение 02092.
Работает Киевская городская клиническая больница № 11, поликлиники, имеются детские сады.

## Учебные заведения
Имеются две средние общеобразовательные школы — № 11 и № 103, детско-юношеская спортивная школа ДЮСШ 21. Специальное учебное заведение — Киевский профессиональный лицей транспорта (бывшее ПТУ № 9).

## Культура
В микрорайоне находится Центр культуры и искусств Днепровского района (бывший Дом культуры ДВРЗ). Здесь имеются детские кружки, работает Театр украинской традиции «Зеркало». Библиотека микрорайона организована профсоюзом вагоноремонтного завода в 1935 году, с 1953 года находится в помещении Дома культуры (Центра культуры и искусств). Книжный фонд — около 35 000 экземпляров.
Спортивное сооружение — стадион «Днепровец» на 500 мест с естественным покрытием футбольного поля. В 2009 году было запланировано строительство спортивного комплекса с хоккейной площадкой и площадкой для игровых видов спорта с трибунами на 1200 мест, футбольным полем с синтетическим покрытием и плавательного бассейна с трибунами на 1100 и 500 мест соответственно.
На территории микрорайона установлены два монумента — памятник работникам ДВРЗ, погибшим в годы Великой Отечественной войны и памятник Ленину на площади перед главным зданием вагоноремонтного завода. В 2015 году памятник Ленину демонтирован.
На улице Алматинской 107а есть храм святого великомученика и целителя Пантелеимона и нижний храм Зименской иконе Божией Матери. ( УПЦ) Освещенный митрополитом Вышгородским и Чернобыльский Павлом в 2015 году. Служат протоиерей Александр Криницкий и протоиерей Александр Пищела
На ДВРЗ было снято большинство эпизодов клипа Потапа и Насти Каменских «На раЁне» Архивная копия от 21 сентября 2016 на Wayback Machine.
Известный Актер Кино и Театра Маковецкий, Сергей Васильевич родом из ДВРЗ (Харьковское шоссе, 13). Он был открыт учительницей английского языка в средней школе № 126 Татьяной Петровной Соловкиной 
(режиссёр и вдохновитель одного из лучших школьных театров Киева). Она практически насильно заставила сыграть девятилетнего Сережу роль Аркашки Счастливцева в пьесе «Лес» Александра Островского, после чего он и заболел театром.

## Транспорт
Ближайшие железнодорожные станции — остановочный пункт "ДВРЗ" и платформа «Дарница-депо» участка Киев — Нежин Юго-Западной железной дороги.
В 1936 году была открыта одноколейная трамвайная линия, соединявшая ДВРЗ со Старой Дарницей. Во время Великой Отечественной войны трамвайная линия была разрушена, и до конца 1950-х годов на ДВРЗ существовало только автобусное сообщение. Осенью 1959 года, после постройки Дарницкого трамвайного депо, была проведена новая линия, соединившая ДВРЗ с Дарницкой площадью, затем трамваи стали ходить до Воскресенского массива и до Красной площади (с 1990-х годов — Контрактовая площадь). После демонтажа трамвайной линии, которая шла по мосту Патона, трамвайные маршруты ходят до улицы Сержа Лифаря (Троещина) и проспекта Алишера Навои (Воскресенка). В 2018 году была проведена реконструкция трамвайной сети и на это время был пущен автобус 33т и 33тк 
Ближайшая станция метро — Черниговская, до неё можно доехать автобусом 33Т, трамваем 23, 33 или на маршрутном такси.

## Другое
Главные события телесериала "Участковый ДВРЗ" происходят именно в этой местности. 
В 1997 году в переоборудованном помещении достройки в жилой дом по улице Марганецкой был открыт православный храм святого великомученика Пантелеймона Московского патриархата. Первая Литургия отслужена в сентябре 1997 г. (в день праздника Рождества Богородицы). С 2010 г. службы проходят в новопостроенном храме.